# Kébili
Kébili (àrab: قبلي, Qabilī) és una ciutat de Tunísia, capital de la governació homònima, just a l'est i sud-est del llac salat de Chott El Djerid. La municipalitat té una població de 20.156 habitants. La ciutat d'El Baïaz, 2 km al nord, està pràcticament unida a Kébili. És capital de dues delegacions de la governació: Kébili Nord i Kébili Sud.

## Economia
Es troba pocs quilòmetres al nord d'un palmerar que constitueix la seva activitat econòmica principal, destinada a la producció de dàtils.
El turisme hi arriba limitadament, ja que Douz, uns 20 km al sud, és més propera al desert, el destí desitjat pels visitants.

## Administració
És el centre de la municipalitat o baladiyya homònima, amb codi geogràfic 63 11 (ISO 3166-2:TN-12).
Al mateix temps, està repartida entre dues delegacions o mutamadiyyes, Kébili Sud (63 51) i Kébili Nord (63 52), al seu torn dividides en nou i deu sectors o imades, respectivament.